# Diddy Kong Racing
Diddy Kong Racing est un jeu vidéo de course développé et édité par Rare, et distribué par Nintendo, sorti en 1997 sur Nintendo 64. Pour la version Nintendo DS du jeu, sorti en 2007, le jeu fut développé par Rare et édité par Nintendo.

## Scénario
Un jour, Diddy Kong reçoit une lettre de son ami Timber le tigre qui vit dans la paisible Île des Tigres. Celui-ci lui demande de venir l'aider : un sorcier-porc nommé Wizpig venant de l'espace a débarqué sur l'île et y sème la pagaille. Il a verrouillé des portes donnant sur des courses, et pour accéder à ces courses et donc débloquer le sort de verrouillage, il faut récolter des « ballons d'or », qui ne se gagnent qu'en faisant des courses (heureusement il y a des ballons cachés). Évidemment, chaque course nécessite un nombre de ballons d'or précis.
Les personnages dans Diddy Kong Racing sont Diddy Kong, se retrouvant dans la série Donkey Kong Country, Banjo, que l'on retrouvera plus tard comme personnage principal dans Banjo-Kazooie et Banjo-Tooie sur Nintendo 64, Conker, qui aura aussi droit à son propre jeu sur Game Boy Color, Conker's Pocket Tales, et Conker's Bad Fur Day sur Nintendo 64, Tiptup, qui fera un caméo dans les jeux Banjo-Kazooie et Banjo-Tooie, Pipsy, Krunch, Bumper, Timber, Drumstick et T.T.. Chacun possède des caractéristiques bien spéciales, que ce soit au niveau de la vitesse, de la puissance ou de la maniabilité.

## Système de jeu

### Généralités
L'île est le point de départ qui donne accès à quatre mondes. Sur la Nintendo DS s'ajoute un cinquième monde.
Dans chaque monde, il y a quatre courses normales. Il y a également une course où le joueur rencontrera un boss qu'il devra vaincre. Pour débloquer cette course, il faut qu'il ait réussi toutes les courses d'un monde. Il y a aussi un défi où le but n'est pas de gagner des courses mais de vaincre les adversaires dans une mission donnée ; pour accéder à ce défi il faut trouver une clef cachée dans une des courses normales. Et enfin, il y a une course où l'on doit récupérer des pièces d'argent disséminées dans le niveau tout en remportant la course.
Outre le mode solo, il existe un mode course, où l'on peut jouer jusqu'à quatre joueurs et revisiter n'importe quelle course.

### Véhicules
Il y a plusieurs véhicules disponibles : le kart classique ; l'avion, qui permet de voler, le véhicule le plus lent mais très maniable et l'hydroglisseur, le véhicule le plus rapide mais le plus difficile à manier.
Il y a un véhicule prédéfini à chaque course mais en mode « course », le joueur peut changer son véhicule.

### Personnages
Le joueur a le choix entre plusieurs personnages aux capacités différentes, la plupart sont nouveaux, mais certains, tels que Banjo ou Conker, ont eu par la suite leurs propres jeux. Deux personnages sont à débloquer, Drumstick le coq et T.T. le chronomètre vivant que l'on croise dans les mondes du mode aventure et auprès duquel on peut se renseigner sur les caractéristiques de notre progression.
Le joueur a le choix entre les personnages suivants : 
- Krunch, le Kremling
- Diddy Kong
- Bumper, le blaireau
- Banjo, l'ours
- Conker, l'écureuil
- Pipsy, la souris
- Tiptup, la tortue
- Timber, le tigre
- Drumstick, le coq (à débloquer)
- T.T., le chronomètre vivant (à débloquer)

### Défis
Il existe plusieurs défis où il ne s'agit pas de gagner la course mais par exemple de « dégommer » ses adversaires, où de faire éclore 3 œufs avant les autres. Ces défis prennent place dans une sorte d'arène. Il y a également des championnats de 4 courses d'un monde.

### Objets
On retrouve également, comme dans Mario Kart, divers objets à utiliser, qui sont contenus dans des ballons répartis sur les courses : les missiles (ballons rouges), les flaques d'huile (ballons verts), les boosts (ballons bleus), les champs de force (ballons jaunes) et les aimants (ballons multicolores). On peut augmenter la puissance d'un objet en ramassant plusieurs fois de suite des ballons de même couleur.

## Accueil

### Commercialisation
Diddy Kong Racing est d'abord publié au Japon le 21 novembre 1997 puis aux États-Unis le 24 novembre 1997. En Europe, Diddy Kong Racing est publié au Royaume-Uni le 1er décembre 1997,,, et en France le 24 décembre 1997,.

### Critiques
Le jeu est relativement bien reçu par la critique lors de sa sortie, les graphismes et la jouabilité sont généralement les points forts relevés par les testeurs malgré le manque d'originalité,,.
Dans la presse française, Stéphane Pilet de Player One octroie une note générale de 96%, il remarque une animation légèrement moins fluide que Mario Kart 64 mais résume le jeu comment étant un « audacieux mélange de Wave Race, Pilotwings et Mario Mart ». Il conclut le test de Diddy Kong Racing comme un jeu « beau, riche et subtil. Une réussite totale ! ». Note similaire pour Consoles +, qui est de 94%, le jeu est plus beau et plus varié que Mario Kart 64 selon Nicolas Gavet mais regrette que les circuits soient « beaucoup trop courts ». Le magazine Joypad donne une note générale de 93%, la maniabilité est le point fort du jeu selon le mensuel notant des « commandes qui répondent bien » et la difficulté élevée pour les plus jeunes comme point négatif.
Les avis sont également très positifs dans la presse britannique. Le mensuel Edge note comme beaucoup de testeurs, que Diddy Kong Racing « ne présente guère de réelle originalité », le point fort du titre réside dans le mode solo, qui est selon Edge, « tout ce que Mario Kart 64 aurait dû être ». Andy McDermott de la revue 64 Magazine relève comme point fort les contrôles des véhicules jugés « excellents », il note en point faible que le jeu est « étonnamment dur par endroits ». Sa note générale est de 95%, il résume Diddy Kong Racing comme « un pur condensé de plaisir, le genre de chose qui vous rappelle pourquoi vous jouez aux jeux vidéos ! ».

### Ventes
Le jeu s'est très bien vendu : il s'est en effet écoulé à 4,8 millions d'exemplaires[réf. nécessaire], ce qui en fait le huitième jeu le plus vendu de la machine, et le troisième jeu le plus vendu de Rare sur Nintendo 64 (derrière GoldenEye 007 et Donkey Kong 64, mais devant Banjo-Kazooie). Son remake sur Nintendo DS a cependant souffert de la concurrence de Mario Kart DS, ne s'écoulant qu'à 1,07 million d'unités.

## Postérité

### Suite
Donkey Kong Racing était un projet de jeu vidéo de course développé par Rare, pour la console Nintendo GameCube, et présenté lors du salon de l'E3 2001. Le concept reprenait celui de Diddy Kong Racing sorti en 1997 sur Nintendo 64. Le jeu a finalement été annulé à la suite du rachat de Rare par Microsoft en 2002.
Selon l'unique trailer présenté, le joueur pouvait incarner les personnages principaux de l'univers Donkey Kong, faisant la course avec des animaux de Donkey Kong Country en guise de véhicules. L'animal chevauché dépendait du circuit sur lequel on jouait. Divers montures étaient présentes : le rhinocéros; la guêpe; l'espadon et l'éléphant. On peut supposer que les montures autruche et grenouille étaient prévues (comme dans Donkey Kong Country).
Le trailer du jeu présente Donkey Kong, Diddy Kong, Tiny Kong, Kiddy Kong et Taj. On peut supposer l'apparition de King K. Rool (l'antagoniste de la série), Lanky Kong, voire Chunky Kong, Dixie Kong, et Wizpig.

### Portage
Renommé Diddy Kong Racing DS, le jeu est porté sur Nintendo DS en 2007. Le jeu est quasiment identique, mis à part le fait que Diddy ne fait plus de son de singe et que chaque circuit a sa musique propre. Quelques courses ont également été ajoutées : Crique orageuse, Mont sinueux, Canyon aux cascades et Temple perdu. De plus, le missile téléguidé ne s'obtient plus au bout de deux ballons mais de trois. Les graphismes, quant à eux, ont été lissés en comparaison de la version originale sur Nintendo 64. Les Powers-Ups (petites icônes octogonales), qui n'étaient pas présents dans la version originale, ont été rajoutés. Maintenant, dans Pic congelé, le kart n'est plus disponible, et Conker et Banjo ont été remplacés par Dixie et Tiny Kong pour des questions de licence. Au départ de la course, le joueur doit charger le véhicule avec l'écran tactile afin d'obtenir un démarrage turbo. Il existe aussi une erreur de traduction, un circuit du Parc Lunaire est nommé Spatial Alpha au lieu de Station Alpha comme dans la version 64.

### Héritage
Deux personnages du jeu, Banjo et Conker, ont eu droit à leurs propres séries de jeux chacun, mais Banjo est resté un personnage de jeu tout public, tandis que Conker est devenu un personnage de jeu pour adulte dans Conker's Bad Fur Day, et un personnage de jeu tout public dans Conker's Pocket Tales. Tiptup la tortue quant à lui, est devenu un personnage secondaire des jeux Banjo-Kazooie et n'a jamais pu être le personnage central d'une autre série produite par Rare.
22 ans après la sortie de Diddy Kong Racing, Banjo et Diddy Kong sont de nouveaux des personnages jouables dans Super Smash Bros. Ultimate, à la différence que Banjo est accompagné de Kazooie, qui n'avait jamais été vue avec Diddy Kong dans un jeu en raison de la sortie de Banjo-Kazooie un an après Diddy Kong Racing.